# Obrium mozinnae
Obrium mozinnae là một loài bọ cánh cứng trong họ Cerambycidae.